# Финчгау, Макс
Макс Финчгау (нем. Maximilian Heinrich Christof Leopold Carl Ritter von Vintschgau zu Altenburg und Hohenhaus; 1832—1913) — австрийский медик, физиолог; доктор медицины; член Леопольдины

## Биография
Макс Финчгау родился 4 ноября 1832 года в Вилтене, близ Инсбрука (ныне городской район последнего). Изучал медицину в Падуе, а затем в Венском университете. 4 марта 1856 года в Вене защитил докторскую диссертацию.
С 1860 года Финчгау состоял профессором физиологии в Падуанском университете, с 1867 года занимал ту же должность в Университете Праги, а в 1870 году перевёлся в Инсбрукский университет имени Леопольда и Франца.
Научные труды М. Финчгау касаются преимущественно физиологии органов чувств и нервной системы человека и позвоночных животных.
Среди многочисленных трудов учёного наиболее известны следующие: «Ricerche sulla sfcruttura microscopica della Retina dell’Uomo, degli Animalt vertebrati e dei Cefalopodi» («Sitz.-ber. mat.-naturw. Kl. Akad. Wiss. Wien», 1853); «Ueber die Wirkung des Physostigmins auf Amphibien» (ib., 1867); «Untersuchungen über die Frage, ob die Geschwindigkeit der Fortpflanzung der Nervenerregung von der Reizstärke abhängig ist» («Pflüg. Arch.», 1882 и 1887, 2 ч.): «Physiologische Analyse eines ungewöhnlichen Falles partieller Farbenblindheit» (ib., 1891—1896); «Die Folgen einer linearen Längsquetschung des Froschherzens» (ib., 1899).
Макс Финчгау умер 25 июля 1913 года в городке Штайнах-на-Бреннере.